# ランブル鞭毛虫
ランブル鞭毛虫（ランブルべんもうちゅう、Giardia duodenalis）はディプロモナス目ヘキサミタ科ジアルジア属に属する単細胞で寄生性の鞭毛虫である。ヤツヒゲハラムシとも。ヒトなど哺乳類の消化管に寄生してジアルジア症 (giardiasis) を引き起こす。

## 形態

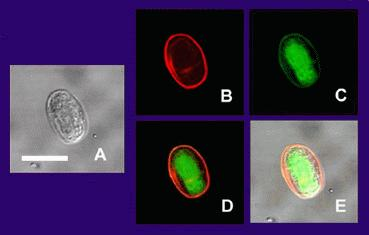
ランブル鞭毛虫のシストを共焦点顕微鏡で観察した像。すべて同じ視野で、バーは 10 μm。
A: 微分干渉法による明視野像。
B: TRITC蛍光標識した抗体でシスト壁のみを可視化した像。
C: (CFDA) による生細胞染色像。
D: BとCの重ね合わせ。
E: A,B,Cの重ね合わせ。

栄養型は前部が丸く後部が細長い左右対称の洋梨形で、体長 12–15 μm、幅 5–9 μmほどである。前部に核小体のない核が2つあるが、繊毛虫と違って2つの核がほとんど同じ形態をしており、等量のDNAを含み、ともに転写が起きている。2つの核の間の生毛体（blepharoplast、またはキネトソーム kinetosome）から4対8本の鞭毛（前側鞭毛・側鞭毛・腹鞭毛・後鞭毛）が出ている。この鞭毛はしばらく細胞質内を通ってから各所で細胞外に出る。腹側前半は吸着円盤 (adhesive disc, sucking disc) になっていて、ここで小腸上部の粘膜刷子縁に吸着している。吸着円盤の後方に中央小体（median body、かつては副基体 parabasal body といった）という微小管の束があるが、機能はまだよくわかっていない。光学顕微鏡のもとでは全体として道化の顔のように見える。
ミトコンドリアはなく、代わりに相同と考えられるマイトソームという細胞内小器官が存在する。かつては小胞体がないと考えられていたこともあるが、微細構造と遺伝子の両面から確実な小胞体が存在している。ゴルジ体も普段は曖昧だが､シスト化（被嚢）する過程ではっきりと観察される。
シスト（cyst、嚢子）は径 8 μm 程度の楕円形で、4核をもち、曲刺 (curved bristle) 構造が特徴的である。

## 生態

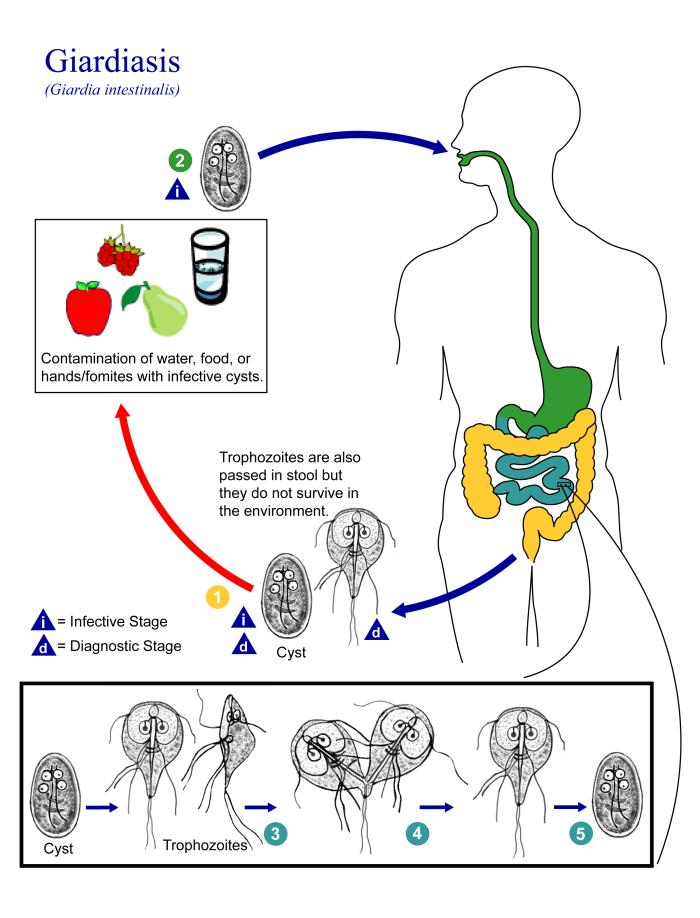
生活環

### 宿主
ランブル鞭毛虫はヒトの病原体であると同時に、ウシ、ビーバー、シカ、イヌ、ヒツジなどに寄生し、特にネコの寄生虫としても有名である。寄生部位はヒトの場合、十二指腸から空腸上部であるが、胆嚢へ及ぶこともある。

### 生活環
ランブル鞭毛虫の生活環は感染宿主の糞便とともに排出されるシストに始まる。宿主がシストを摂取すると、胃を通過した後に栄養型（トロフォゾイト）が出てきて摂食・運動をはじめる。栄養型は飲作用により栄養を吸収し、縦二分裂により無性増殖をおこなう。有性生殖は知られていない。栄養体は消化管内の粘膜を消化するため、宿主がみぞおちに痛みを感じたり、ガスが多くなったり、脂肪や粘液を含むが血液は含まない下痢を起こしたりする。何がきっかけでシスト化するのかははっきりしておらず、胆汁の成分やコレステロール飢餓など複数の説がある｡ともかく、核分裂の後、細胞分裂をせずにシスト化が始まるため、シストには4つの核がある。生じたシストは糞便とともに消化管を通過し、成熟した状態で排出される。成熟シストは感染力が強く、10–25個程度を経口摂取しただけで感染する。

## ゲノム
ランブル鞭毛虫のゲノムは半数体あたりおよそ 12 Mbp で、5本の線状の染色体からなり、その末端にはテロメア（「TAGGG」の反復配列）が付いている。それぞれの核は2倍体で、したがって栄養型の細胞は実質的には4倍体になっている。染色体の末端には組換え頻度の高い領域があり、そのため染色体の大きさは安定していないと考えられている。有性生殖が知られていないのにもかかわらず、ヘテロ接合度は極めて低いことがわかっている。ランブル鞭毛虫の遺伝子にはイントロンが少ないことと、メッセンジャーRNAは5'端がキャップされておらず5'-UTR (untranslated region: 非翻訳領域) が非常に短いこと、という特徴がある。

## ジアルジア症
ランブル鞭毛虫は、ヒトなどのジアルジア症の病原体である。ジアルジア症はひどい下痢と腹部の痙攣を特徴とする胃腸炎である。世界中に分布するありふれた病気だが、とくに熱帯・亜熱帯地域に多く感染率は1-2割に達する。

## 分類
歴史的経緯により混乱していたが、分子系統解析によりAssemblage A～H の8つの遺伝子型が認められ、それぞれに宿主特異性が存在していることが示された。またそれぞれの遺伝子型を種と認めた場合の学名も整理されている。
Assemblage A G. duodenalis (Davaine, 1875)
ヒト、霊長類、イヌ、ネコ、ウシ、齧歯類、野生哺乳類に寄生。
AIとAIIの2つのサブグループに細分される。
Assemblage B G. enterica (Grassi, 1881)
ヒト、霊長類、イヌ、ウシ、ウマに寄生。
Assemblage C/D G. canis Hegner, 1922
イヌに寄生。
Assemblage E G. bovis Fantham, 1921
偶蹄類に寄生。
Assemblage F G. cati Deschiens, 1925
ネコに寄生。
Assemblage G G. simondi Lavier, 1924
齧歯類に寄生。
Assemblage H
アザラシに寄生。
これらは次のような系統関係にある。
|  | \| \| Assemlage AI \| \| \| \| \| \| Assemlage AII \| \| \| \| |
|  |                                                                |
|  | Assemlage E                                                    |
|  |                                                                |
|  | Assemlage AI                                                   |
|  |                                                                |
|  | Assemlage AII                                                  |
|  |                                                                |

|  | Assemlage AI  |
|  |               |
|  | Assemlage AII |
|  |               |

|  | \| \| Assemlage AI \| \| \| \| \| \| Assemlage AII \| \| \| \| |
|  |                                                                |
|  | Assemlage E                                                    |
|  |                                                                |
|  | Assemlage AI                                                   |
|  |                                                                |
|  | Assemlage AII                                                  |
|  |                                                                |

|  | Assemlage AI  |
|  |               |
|  | Assemlage AII |
|  |               |

|  | \| \| Assemlage C \| \| \| \| \| \| Assemlage D \| \| \| \| |
|  |                                                             |
|  | Assemlage B                                                 |
|  |                                                             |
|  | Assemlage C                                                 |
|  |                                                             |
|  | Assemlage D                                                 |
|  |                                                             |

|  | Assemlage C |
|  |             |
|  | Assemlage D |
|  |             |

|  | \| \| Assemlage AI \| \| \| \| \| \| Assemlage AII \| \| \| \| |
|  |                                                                |
|  | Assemlage E                                                    |
|  |                                                                |
|  | Assemlage AI                                                   |
|  |                                                                |
|  | Assemlage AII                                                  |
|  |                                                                |

|  | Assemlage AI  |
|  |               |
|  | Assemlage AII |
|  |               |

|  | \| \| Assemlage AI \| \| \| \| \| \| Assemlage AII \| \| \| \| |
|  |                                                                |
|  | Assemlage E                                                    |
|  |                                                                |
|  | Assemlage AI                                                   |
|  |                                                                |
|  | Assemlage AII                                                  |
|  |                                                                |

|  | Assemlage AI  |
|  |               |
|  | Assemlage AII |
|  |               |

|  | \| \| Assemlage C \| \| \| \| \| \| Assemlage D \| \| \| \| |
|  |                                                             |
|  | Assemlage B                                                 |
|  |                                                             |
|  | Assemlage C                                                 |
|  |                                                             |
|  | Assemlage D                                                 |
|  |                                                             |

|  | Assemlage C |
|  |             |
|  | Assemlage D |
|  |             |

### シノニム
ランブル鞭毛虫の学名には歴史的経緯から混乱がある。以下に挙げるのはいずれもシノニムであるが、命名法上の理由により正当な学名とは認められない。
G. intestinalis (Lambl, 1859)
1859年にヴィレーム・ランブルが、ヒト由来の原虫にCercomonas intestinalisと名付けたことに由来する。しかしこれに先立つ1852年にBodo intestinalis Ehrenberg, 1838がCercomonas属へ移されCercomonas intestinalis (Ehrenberg, 1838)  Perty, 1852となっているため、この1859年のランブルによる命名は新参同名であり無効である。そのためランブル鞭毛虫の種小名としてintestinalisを使用することはできない。
G. lamblia Stiles in Kofoid & Christiansen, 1915
ヒト由来の原虫が齧歯類由来の原虫とは別種であるという考察と、上記の通りintestinalisが使用できないことから、1915年にKofoid & ChristiansenがStilesからの私信に基づき新置換名として提案したもの。ただし、ヒト由来の原虫についてはGiardia entericaに優先権があることを、1920年にKofoid自らが見出している。したがってentericaと同種と考える限り、lambliaは新参異名であり使用することができない。

## 研究史
ランブル鞭毛虫の発見は、1681年レーウェンフックが自分の下痢の中に栄養体を観察したことに遡る。イギリスの微生物学者Brian J. Fordは、レーウェンフックが用いたような単眼式の顕微鏡を用いた再現実験により、原始的な顕微鏡でも鮮明にランブル鞭毛虫を観ることができることを示している。